# Pierre-Marie Coty
Pierre-Marie Coty (* 22. November 1927 in Anyama; † 17. Juli 2020 in Abidjan) war ein ivorischer Geistlicher und römisch-katholischer Bischof von Daloa.

## Leben
Pierre-Marie Coty empfing nach seiner theologischen Ausbildung am 19. Juli 1955 die Priesterweihe.
Papst Paul VI. ernannte ihn am 20. November 1975 zum Bischof von Daloa. Der Erzbischof von Abidjan, Bernard Yago, spendete ihm am 4. Januar des nächsten Jahres die Bischofsweihe; Mitkonsekratoren waren Pierre-Eugène Rouanet SMA, emeritierter Bischof von Daloa, und Eugène Abissa Kwaku, Bischof von Abengourou. Am 22. März 2005 nahm Papst Johannes Paul II. sein altersbedingtes Rücktrittsgesuch an.
Der Text für die Nationalhymne “l'Abidjanaise” von Côte d'Ivoire stammte von Pierre-Marie Coty, die musikalische Komposition von dem katholischen Prälaten Pierre-Michel Pango. 2013 wurde Coty dafür mit dem nationalen Verdienstorden ausgezeichnet.

## Einzelnachweis
1. 1 2  „En Côte d’Ivoire, décès de Mgr Pierre-Marie Coty, l’évêque parolier de l’hymne national ivoirien“ auf africa.la-croix.com vom 18. Juli 2020 (französisch)

| Vorgänger                 | Amt                         | Nachfolger            |
| ------------------------- | --------------------------- | --------------------- |
| Pierre-Eugène Rouanet SMA | Bischof von Daloa 1975–2005 | Maurice Konan Kouassi |

| Personendaten    | Personendaten                                                  |
| ---------------- | -------------------------------------------------------------- |
| NAME             | Coty, Pierre-Marie                                             |
| KURZBESCHREIBUNG | ivorischer Geistlicher, römisch-katholischer Bischof von Daloa |
| GEBURTSDATUM     | 22. November 1927                                              |
| GEBURTSORT       | Anyama                                                         |
| STERBEDATUM      | 17. Juli 2020                                                  |
| STERBEORT        | Abidjan                                                        |